# 키츠뷔엘군

키츠뷔엘군의 위치

키츠뷔엘군(독일어: Bezirk Kitzbühel)은 오스트리아 티롤주에 위치한 군으로 행정 중심지는 키츠뷔엘이며 면적은 1,163.06km2, 인구는 61,966명(2012년 기준), 인구 밀도는 53명/km2이다. 서쪽으로는 쿠프슈타인군, 슈바츠군, 동쪽과 남쪽으로는 잘츠부르크주 핀츠가우군과 접하며 북쪽으로는 독일 바이에른주와 국경을 접한다.

## 하위 행정 구역
1개 도시, 3개 시장도시, 16개 일반 시를 관할한다.
- 도시
  - 키츠뷔엘(Kitzbühel)
- 시장도시
  - 피버브룬(Fieberbrunn)
  - 호프가르텐임브릭센탈(Hopfgarten im Brixental)
  - 장크트요한인티롤(Sankt Johann in Tirol)
- 일반 시
  - 아우라흐바이키츠뷔엘(Aurach bei Kitzbühel)
  - 브릭센임탈레(Brixen im Thale)
  - 고잉암빌덴카이저(Going am Wilden Kaiser)
  - 호흐필첸(Hochfilzen)
  - 이터(Itter)
  - 요흐베르크(Jochberg)
  - 키르히베르크인티롤(Kirchberg in Tirol)
  - 키르히도르프인티롤(Kirchdorf in Tirol)
  - 쾨센(Kössen)
  - 오베른도르프인티롤(Oberndorf in Tirol)
  - 라이트바이키츠뷔엘(Reith bei Kitzbühel)
  - 장크트야코프인하우스(Sankt Jakob in Haus)
  - 장크트울리히암필러제(Sankt Ulrich am Pillersee)
  - 슈벤트(Schwendt)
  - 바이드링(Waidring)
  - 베스텐도르프(Westendorf)